# Villamiroglio
Villamiroglio, (Vilamireu o Vila dij Mireu en piemontès) és un municipi situat al territori de la província d'Alessandria, a la regió del Piemont (Itàlia).
Limita amb els municipis de Cerrina Monferrato, Gabiano, Moncestino, Odalengo Grande i Verrua Savoia.